# Franciscus van Sales
De heilige Franciscus van Sales (Kasteel Sales bij Thorens, 21 augustus 1567 – Lyon, 28 december 1622) was bisschop van Genève en Annecy, ordestichter en mysticus. Hij is een katholieke heilige en kerkleraar.

## Levensloop
Franciscus werd geboren uit een adellijke familie en liep school in La Roche-sur-Foron en in Annecy. Na een uitgebreide universitaire opleiding in onder meer Parijs en Padua weigerde hij de rijke huwelijkskandidate te trouwen die zijn vader voor hem op het oog had, omdat hij priester wilde worden. Door de bemiddeling van Claude de Granier, de bisschop van Genève, kon hij de priesterwijding ontvangen. In 1593 werd hij proost van het kapittel van Genève.
Aangezien Genève sinds de reformatie in calvinistische handen was, resideerde de bisschop van Genève in Annecy. Vanuit Annecy legde Franciscus een grote bekeringsijver aan de dag onder de protestanten van Savoye. Toen in 1602 bisschop Granier stierf, werd Franciscus zijn opvolger. Hij voerde hervormingen door in zijn bisdom, onder andere wat betreft de priesteropleiding en de organisatie van abdijen en kloosters. Behalve om zijn preken en briefwisseling in toegankelijke taal stond hij bekend om zijn liefde voor de armen en om zijn boeken. Zijn meest bekende boek was de "Inleiding op het Devote Leven". Samen met de heilige Johanna Francisca van Chantal stichtte hij de vrouwelijke Orde van Maria Visitatie (visitandinnen) op 6 juni 1610. Hij stierf in Lyon, waar hij op reis was met Karel Emanuel I van Savoye.

## Verering
Franciscus van Sales werd in 1661 zalig verklaard en in 1665 heilig verklaard door paus Alexander VII. In 1877 werd hij door paus Pius IX tot kerkleraar uitgeroepen. In 1923 riep Pius XI hem uit tot beschermheilige van schrijvers en journalisten, vanwege zijn grote literaire activiteit.
Tot in de 19e eeuw bleef Franciscus van Sales een populaire heilige vanwege de toegankelijkheid van zijn taal. De congregatie van de salesianen die door Don Bosco werd gesticht, is naar Franciscus genoemd. Ook de Oblaten van de H. Franciscus van Sales (O.S.F.S.) werden naar hem genoemd.
Ook in de Anglicaanse Kerk geldt Franciscus als heilige. Zijn feestdag is daar op 24 januari, net als in de Katholieke Kerk.